# Гальярт, Рикардо
Рикардо Гальярт Сельма (исп. Ricardo Gallart Selma, 17 января 1907 — 6 ноября 1993) — испанский футболист, нападающий «Эспаньола» и «Реала Овьедо». Он сыграл в первых в истории матчах Ла Лиги для обоих этих клубов. Также стал автором первого в истории гола для «Овьедо»
Позже он работал тренером, возглавляя  клубы Сегунды.